# مئزر
مِئزَر یا عَناق (به معنای بزغاله ماده) یا بُزَک یا زتا خرس بزرگ یک ستاره است که در صورت فلکی خرس بزرگ قرار دارد.
در تصویر این صورت، مئزر به عنوان کمربند خرس بزرگ است. نام این صورت فلکی در انگلیسی Mizar (یا Mitsar) است.
| نام بایر                 | نام                 | ترجمه نام                                  | نام انگلیسی                 |
| ------------------------ | ------------------- | ------------------------------------------ | --------------------------- |
| آلفا خرس بزرگ (α UMa)    | دُبّه (یا دبهٔ کُبری)   | خرس ماده                                   | Dubhe (یا Dubh, Dubb)       |
| آلفا خرس بزرگ (α UMa)    | ظَهرِ دب اکبر         | پشتِ خرس بزرگ                               | Thahr al Dub al Akbar       |
| بتا خرس بزرگ (β UMa)     | مراق                |                                            | Merak (یا Mirak)            |
| گاما خرس بزرگ (γ UMa)    | فَخْذ (یا فِخْذ یا فِخِذ) | ران [خرس]                                  | Phecda (یا Phacd, Phegda)   |
| دلتا خرس بزرگ (δ UMa)    | مَغرِز (یا مَغرَز)      | بیخ و جای رستنِ [دم خرس]                    | Megrez                      |
| اپسیلون خرس بزرگ (ε UMa) | اَلْیَت (یا الیَة)      | دم یا گوشت و پیه‌ای که بر سرینِ [خرس] است    | Alioth                      |
| اپسیلون خرس بزرگ (ε UMa) | جَون                 | تیره رنگ؛ که یک کوتوله قهوه‌ای است          |                             |
| زتا خرس بزرگ (ζ UMa)     | عَناق                | بزغاله ماده                                |                             |
| زتا خرس بزرگ (ζ UMa)     | مئزر (یا میزار)     | چادر                                       | Mizar (یا Mitsar)           |
| اتا خرس بزرگ (η UMa)     | قائِد                | جلودار، رهبر                               | Alkaid (یا Elkeid) (القائد) |
| اتا خرس بزرگ (η UMa)     | قائد بنات النعش     | پیشرو دختران تابوت                         |                             |
| اتا خرس بزرگ (η UMa)     | بنات النعش          | دختران تابوت                               | Benetnasch                  |
| ۸۰ خرس بزرگ (80 UMA)     | سُها (یا سُهیٰ)        | ظاهرا از سهو و فراموشی است (به خاطر کوچکی) | Alcor یا Suha               |